# Kachaber Tschadadze
Kachaber Tschadadze (Georgisch: კახაბერ ცხადაძე) (Roestavi, 7 september 1968) is een Georgisch voetbalcoach en voormalig voetballer die speelde als centrale verdediger.

## Clubcarrière
Tschadadze won als speler twee maal de Erovnuli Liga, de hoogste voetbaldivisie van Georgië, met Dinamo Tbilisi. Ook als trainer zou hij met deze club succes behalen (zie onder). In Rusland was hij succesrijk met Spartak Moskou, dat overigens de jaren negentig domineerde onder coach Oleg Romantsev. In 1992 werd de Russische dubbel behaald, met winst van de Premjer-Liga en de Beker van de Sovjet-Unie. Tschadadze kwam voorts uit voor Eintracht Frankfurt (1992–1996) en speelde twee seizoenen bij Manchester City, waarmee hij door middel van de play-offs promotie naar de Football League First Division (tweede divisie) afdwong (1998–2000).
Tschadadze is tijdens zijn carrière ook door Zweden getrokken, waar hij uitkwam voor GIF Sundsvall (vier wedstrijden). Verder speelde hij in Rusland voor Dinamo Moskou, een van de grote rivalen van Spartak (1992). Van 2000 tot 2002 was Tschadadze opnieuw in Georgië aan het werk te zien, met name bij Lokomotiv Tbilisi – met Dinamo Tbilisi de grootste club uit de hoofdstad. Het voormalige Alanja Vladikavkaz en Anzji Machatsjkala waren de andere Russische teams waarvoor hij speelde. Hier speelde Tschadadze bij het aanbreken van de laatste fase van zijn loopbaan (1997 en 2002–2004). Hij zette in 2004 een punt achter zijn loopbaan, op 36-jarige leeftijd.

## Interlandcarrière
Tschadadze werd als jonge speler Europees kampioen onder 21 met de toenmalige Sovjet-Unie. Dit verwezenlijkte Tschadadze in 1990 toen hij reeds uitkwam voor Dinamo Tbilisi, een Georgische topclub. Tschadadze nam in 1992 met het Gemenebest van Onafhankelijke Staten – onder leiding van Anatolij Bysjovets – deel aan EURO 1992 in Zweden, gewonnen door Denemarken.
Na de ontbinding van de Sovjet-Unie in 1991 en de onafhankelijkheid van Georgië, speelde hij 25 interlands voor het Georgisch voetbalelftal tussen 1992 en 1998.

## Trainerscarrière
Tschadadze stapte na zijn spelerscarrière het trainersvak in. Hij won de Erovnuli Liga, de hoogste Georgische voetbalcompetitie, met Dinamo Tbilisi in 2005 en een jaar later herhaalde hij dat met Sioni Bolnisi. In het seizoen 2009/10 kroonde hij zich ook met Inter Bakoe tot Azerbeidzjaans landskampioen.
Tussen 2015 en 2016 was Tschadadze bondscoach van het Georgisch voetbalelftal, waarvan hij eerder de U21 onder zijn hoede had.

## Erelijst

### Speler
| Competitie                              |                |                |                |                |
| Competitie                              | Aantal         | Jaren          |                |                |
| Dinamo Tbilisi                          | Dinamo Tbilisi | Dinamo Tbilisi | Dinamo Tbilisi | Dinamo Tbilisi |
| --------------------------------------- | -------------- | -------------- | -------------- | -------------- |
| Erovnuli Liga                           | 2x             | 1990, 1991     |                |                |
| Spartak Moskou                          |                |                |                |                |
| Premjer-Liga                            | 1x             | 1992           |                |                |
| Beker van de Sovjet-Unie                | 1x             | 1992           |                |                |
| Sovjet-Unie                             |                |                |                |                |
| Europees kampioenschap voetbal onder 21 | 1x             | 1990           |                |                |

### Trainer
| Competitie          |                |                |                |                |
| Competitie          | Aantal         | Jaren          |                |                |
| Dinamo Tbilisi      | Dinamo Tbilisi | Dinamo Tbilisi | Dinamo Tbilisi | Dinamo Tbilisi |
| ------------------- | -------------- | -------------- | -------------- | -------------- |
| Erovnuli Liga       | 1x             | 2004/05        |                |                |
| Georgische supercup | 1x             | 2005           |                |                |
| Sioni Bolnisi       |                |                |                |                |
| Erovnuli Liga       | 1x             | 2005/06        |                |                |
| Inter Bakoe         |                |                |                |                |
| Premyer Liqası      | 1x             | 2009/10        |                |                |
| GOS-beker           | 1x             | 2011           |                |                |